# Muñeca brava
 (срп. Храбра лутка) аргентинска је теленовела, продукцијске куће Telefe, снимана током 1998 и 1999.

## Синопсис
Милагрос је млада бунтовница која је одрасла у сиротишту у оквиру самостана. С обзиром на то да се од детињства дружила са дечацима, обожава да игра фудбал, а пријатељи је зову Чоло, по познатом аргентинском фудбалеру. Када напуни 18 година, Милагрос мора да напусти сиротиште, па се, уз помоћ свештеника уз кога је одрасла, запошљава као лична асистенткиња богаташице Анхелике Ди Карло. Несвесна је да јој је добродушна старица заправо бака – њен син Федерико имао је аферу са Милином мајком, али је био приморан да је остави и ожени се прорачунатом Луисом, чијег је сина Ива прихватио као свог. Доња Анхелика одушевљена је Милагросином добротом и одлучује да је претвори у праву даму – труди се да је научи лепим манирима и искорени из ње дечачке навике, али не зна да јој је симпатична девојка заправо унука за којом је трагала готово две деценије.
Када се Иво и Милагрос упознају, на први поглед се заљубљују једно у друго. Међутим, Ивова девојка Андреа није спремна да препусти свог драгог сиромашном девојчурку, а посебно је плаши чињеница да ће остати без његовог новца. Због тога се, у намери да растави млади пар, удружује са Ивовим рођаком Паблом, који глуми да је инвалид. Наиме, неколико година раније, његов отац Дамјан изазвао је несрећу у којој је он остао непокретан, а девојка и мајка су му погинуле. Пабло због тога презире оца, а желећи да он заувек осећа грижу савести, не открива му да се опоравио и дане проводи затворен у својој соби. Тек кад упозна Милагрос почиње да се понаша нормално, одлучан у намери да је освоји, јер га подсећа на покојну девојку.
Милагрос и Иво мораће да се боре против злобника не би ли сачували своју љубав, а она ће, када то најмање буде очекивала, сазнати да уопште није сиромашна како је целог живота мислила, већ да је заправо наследница великог богатства породице Ди Карло…

## Улоге
| Глумац:            | Улога:                         |
| ------------------ | ------------------------------ |
| Наталија Ореиро    | Милагрос Мили Еспосито         |
| Факундо Арана      | Иво ди Карло-Миранда           |
| Фернанда Мистрал   | Луиса Рапаљо                   |
| Вероника Виејра    | Викторија Вики ди Карло Рапаљо |
| Лидија Ламајсон    | доња Анхелика ди Карло         |
| Викторија Онето    | Аделина Лина де Соло           |
| Норберто Дијаз     | Дамијан Рапаљо                 |
| Маријана Аријас    | Андреа Рамос                   |
| Силвија Бајле      | Сокоро Ампаро                  |
| Сегундо Сернадас   | Пабло Рапаљо                   |
| Освалдо Гуиди      | Бернардо                       |
| Валерија Лорка     | Мартита Родригез               |
| Пабло Новак        | Алфредо Боби                   |
| Габријела Сари     | Глорија Еспосито               |
| Ђино Рени          | Рамон Гарсија                  |
| Марсело Мазарело   | Морган / Роки                  |
| Артуро Малу        | Федерико ди Карло              |
| Себастијан Миранда | Карлос / Камућо                |
| Умберто Серано     | отац Мануел Миранда            |
| Луис Мотола        | Луис                           |
| Бријан Карусо      | Гамуса                         |
| Паола Крум         | Флоренсија                     |
| Паула Сијеро       | Марина                         |
| Флоренсија Ортиз   | Пилар                          |
| Дијего Рамос       | Серхио Коста                   |
| Родолфо Маћадо     | Нестор Миранда                 |
| Емилио Барди       | Франсиско                      |
| Марита Баљестерос  | Росарио Албертини              |